# Gu (vasija)

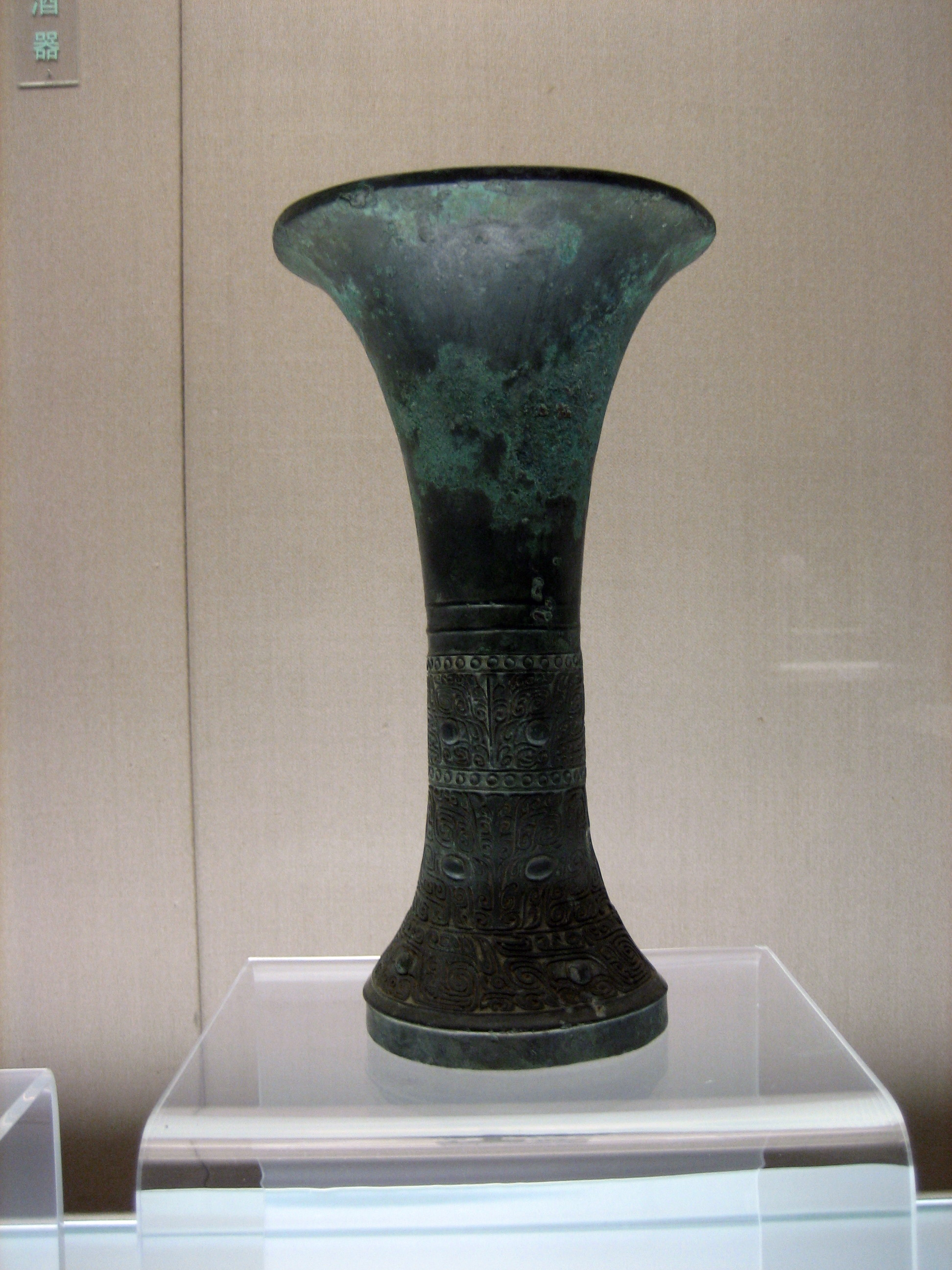
Un gu de la dinastía Shang media, Museo de Shanghái, China

Un gu es un tipo de vasija de bronce ritual chino antiguo de las dinastías Shang y Zhou (es decir, 1600-256 aC). Se usaba para beber vino o para ofrecer libaciones rituales.
Un gu es alto y delgado, con una base ligeramente acampanada que se estrecha hacia una sección central delgada antes de ensancharse nuevamente en una boca parecida a una trompeta, más ancha que la base. Su superficie suele estar decorada con taotie.

## Descripción
El recipiente gu era conocido por su uso como recipiente para beber vino. Se dice que se desarrolló a partir de otras copas elaboradas que también tenían tallos altos y se encontraron en culturas neolíticas. Se han encontrado inscripciones en vasijas antiguas que indican que era común beber vino en las culturas chinas. La creación de un recipiente como el gu tiene sentido en los tiempos modernos debido a su forma. El tallo largo hizo que fuera fácil de sostener y beber, al mismo tiempo que le permitía adquirir características únicas y elegantes.

## Inspiración

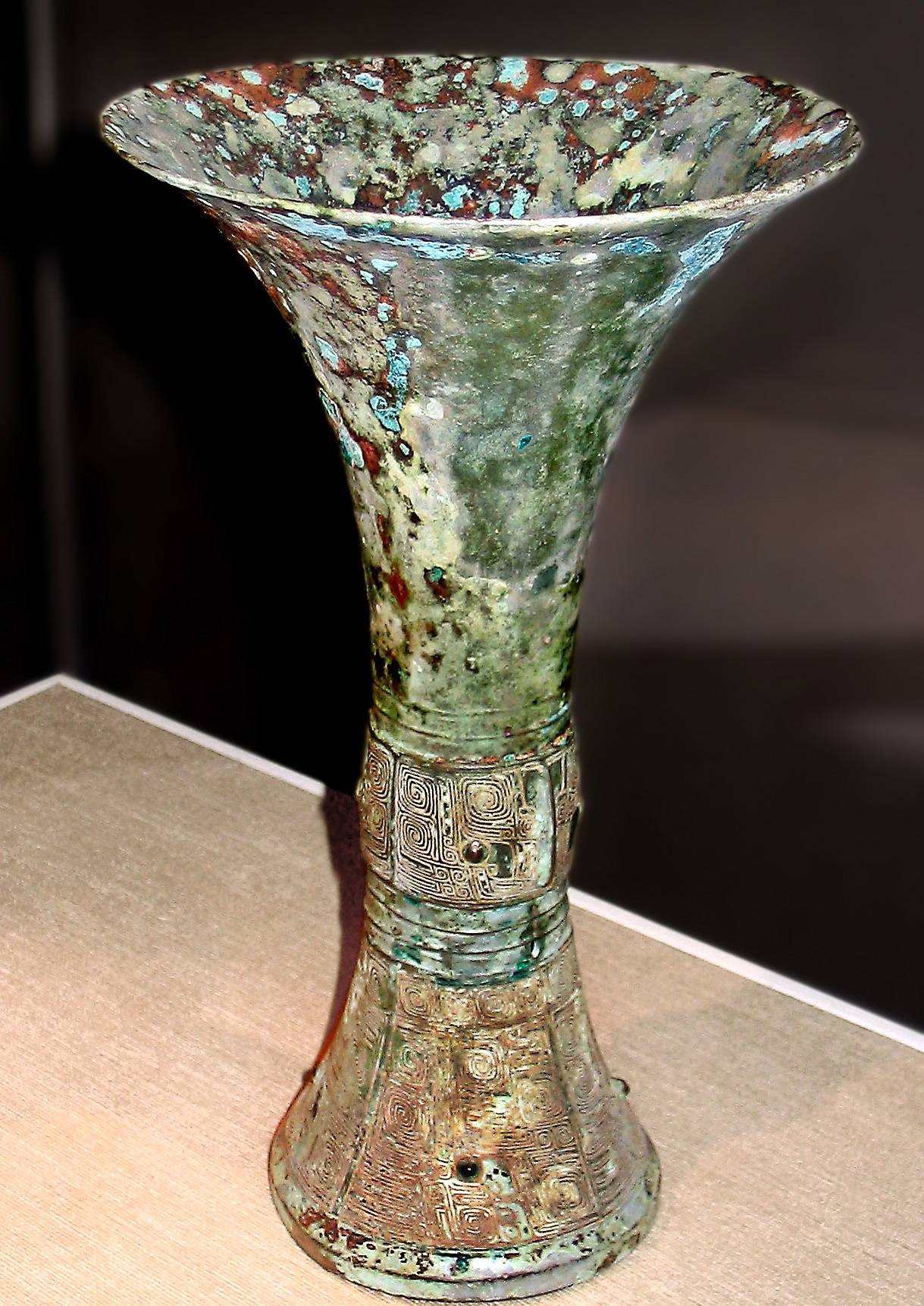
Un gu de la dinastía Shang, Arthur M. Sackler Gallery, Washington D. C.

A lo largo de los cientos de sitios del Neolítico a los primeros sitios dinásticos descubiertos en China, a menudo se encuentran vasijas rituales que van desde la arcilla hasta el bronce en las tumbas de estos sitios. La forma, las formas y la decoración brindan pistas sobre la función de cada recipiente, así como las primeras creencias que los inspiraron. La religión china primitiva ha sido difícil de entender para los eruditos debido a la falta de evidencia arqueológica extensa sobre las filosofías religiosas y prácticas rituales del Neolítico. Sin embargo, la temprana dinastía Shang tenía una religión mucho más concreta en lo que respecta a creencias y prácticas que iban desde el culto a los antepasados hasta los rituales funerarios, y un sistema desarrollado para realizar sacrificios. Como estas creencias podrían haberse extendido a períodos anteriores en China, un centro común de culto incluía elementos tales como antepasados, preocupaciones por la fertilidad y otros espíritus o dioses de los elementos naturales. 
Las vasijas rituales de la China primitiva son una extensión del mundo espiritual o religioso, en el que los poderes que parecían existir en la naturaleza pueden haber tenido una gran influencia en la inspiración de las vasijas. Los poderes de la naturaleza incluían aquellos que podrían haber residido en animales, plantas, agua, enfermedad, muerte y, finalmente, la vida después de la muerte, todos los cuales coexistían con las personas y tenían una gran influencia en la vida de uno. En algunos casos, las vasijas rituales proporcionaban una forma de mantener la armonía entre el mundo espiritual y el reino terrenal a través de vasijas que contenían sacrificios, o vasijas como el gu que los humanos bebían en ceremonias rituales.

## Función y uso
El gu era un recipiente de vino común que se encontraba en áreas de clase alta. Este recipiente de vino se ha encontrado en lugares como áreas de reunión donde los miembros chinos de clase alta se reunían para tomar vino. El recipiente gu puede ser único de varias formas. Los recipientes de estilo más elegante con más relieve y diseño se encontrarían más comúnmente en los alrededores de clase alta. Las vasijas gu más simples, altas y estrechas se encontrarían en todos los hogares de la familia. Según la familia Tsun, se descubrió que el gu figuraba en la lista de artefactos "contenedores de vino" que se han encontrado en las civilizaciones Shang. Esto permite a los arqueólogos enfocarse en la ubicación de las vasijas gu para ayudar a indicar el estado de clase del sitio.

### Ejemplos de función
En el libro 6, versículo 25, de las Analectas de Confucio, se hace referencia a un gu como una copa para beber específicamente en lugares religiosos, pero primero por los gobernantes de la dinastía Shang. Su uso funcional para un ser humano en lugar de un espíritu también se observa en base a la construcción del recipiente gu, ya que su diseño es lógico ya que puede contener líquido y se puede sostener fácilmente en la mano a diferencia de otros recipientes para vino.
La única evidencia que tenemos del uso ritual de este recipiente es su fuerte asociación con el vino, las bebidas espirituosas y los gobernantes de clase alta. Las vasijas grabadas posteriormente ayudan a respaldar la importancia del ritual de beber vino como parte de la ceremonia ritual. La vasija gu aparece en un grabado de una escena ritual encontrada en una vasija yi descubierta en una tumba en Shaanxi en la que el gu que se usa en el grabado se parece mucho al gu de los Shang.

## Nombre
El término gu nunca se había encontrado inscrito en ningún otro recipiente y la primera mención de este término no fue hasta el siglo XI que se encuentra en los primeros escritos sobre artistas y anticuarios de Li Gonglin. A Li, pintor y ávido coleccionista de bronces tempranos, se le atribuye el mérito de designar el nombre del recipiente gu basado en un experimento en un gu que poseía. En su experimento, mide que su recipiente de gu puede contener exactamente dos pintas o sheng de líquido, lo que es igual a un gu, mientras que el caracter designado significa "cresta" o "reborde" según los elementos decorativos que se encuentran en su gu.

## Desarrollos históricos y ejemplos
Aunque gu es el nombre de una forma de vasija de bronce, se han hecho vasijas similares de arcilla y madera mucho antes de la Edad del Bronce .

### Gu de bronce
Basado en descubrimientos arqueológicos, gu es una de las formas de vasija de bronce más comunes en la dinastía Shang (alrededor del siglo XVI al siglo XI a. C.). Xiaoneng Yang señala que gu se volvió menos popular en la dinastía Zhou Occidental (alrededor del siglo XI al siglo VIII a. C.), pero el estilo del período Shang tardío, o más bien el estilo Anyang, sobrevivió y el estilo del período Shang temprano también revivió. Además, el gu desapareció durante el reinado del rey Mu de Zhou en el siglo X a. C.

#### Fase de Zhengzhou (período Erligang) de la dinastía Shang
Se ha descubierto un gu de bronce en la esquina norte del nivel superior de la tumba M2 en Erligang, Zhengzhou, uno de los primeros sitios de la dinastía Shang. Las decoraciones de esta vasija se concentran en una banda en la parte inferior de su cuerpo, que, según Max Loehr, es una característica del bronce temprano Shang.
El gu de Erligang tiene algunos agujeros en forma de cruz en su pie, que es una característica común entre algunos bronces Shang. Por ejemplo, todas las vasijas gu y algunos otros bronces de Chenggu, Shaanxi tienen este tipo de agujeros en forma de cruz, aunque sus diversas decoraciones y formas sugieren que podrían haber sido hechas en diferentes períodos de la dinastía Shang.

#### Fase Anyang de la dinastía Shang
Se habían producido grandes cambios antes de que la capital de Shang se trasladara a Yin, la última capital de Shang. Gu también cambió en la fase Anyang. Primero, los gu en este momento generalmente medían más de 20 centímetros con un cuerpo delgado y una boca ancha. El gu de Fu Hao de Anyang mide 25,5 centímetros de alto y su boca mide 14,2 centímetros de ancho, lo que supera significativamente su parte inferior. El gu de Chü, también encontrado en una tumba en Anyang, mide unos 31 centímetros de alto y su boca es casi el doble de ancha que su fondo. En segundo lugar, a partir de este momento, la base del gu se levantó ligeramente con un pie corto y redondo. Los gu que se exhiben en la Galería Arthur M. Sackler y el Museo de Shanghái poseen esta característica. En tercer lugar, algunos gu también tienen decoraciones que se extienden desde la cintura hasta el borde de la boca en tres registros triangulares. De hecho, las vasijas de bronce fabricadas en la fase Anyang suelen estar completamente ornamentadas con decoraciones.

#### Dinastía Zhou Occidental temprana
Las imitaciones o renacimientos de estilos anteriores aparecen a finales del período Shang y principios del período Zhou occidental. Jessica Rawson ha señalado que un gu de 28,5 centímetros de alto con un motivo taotie en la cintura celebra los primeros estilos Shang al ubicar sus decoraciones en una banda. Otro ejemplo es el gu de Lü Fu Yi que se encuentra en el tesoro de la familia Wei . Este recipiente mide 25,2 centímetros de alto y su boca mide aproximadamente 13,2 centímetros de ancho. Su cuello es largo y delgado sin adornos. Aparece un relieve bajo en forma de cinta en la sección inferior del recipiente y no tiene pie.

#### Dinastía Zhou Occidental media
En el período Zhou Occidental medio, el gu se volvió bajo y rechoncho, mientras iba desapareciendo gradualmente. El gu de Wan Qi se remonta a la dinastía Zhou Occidental media. Este gu mide aproximadamente 14,5 centímetros de alto con una boca de 14,7 centímetros de ancho y una boca de 10,1 centímetros. base de cm de ancho. Mientras tanto, la cintura de este gu es solo un poco más estrecha que su mes y su base. Otro gu descubierto en un tesoro en Zhangjiapo, Shaanxi, tiene una forma similar, pero un poco más pequeña.

### Gu de cerámica

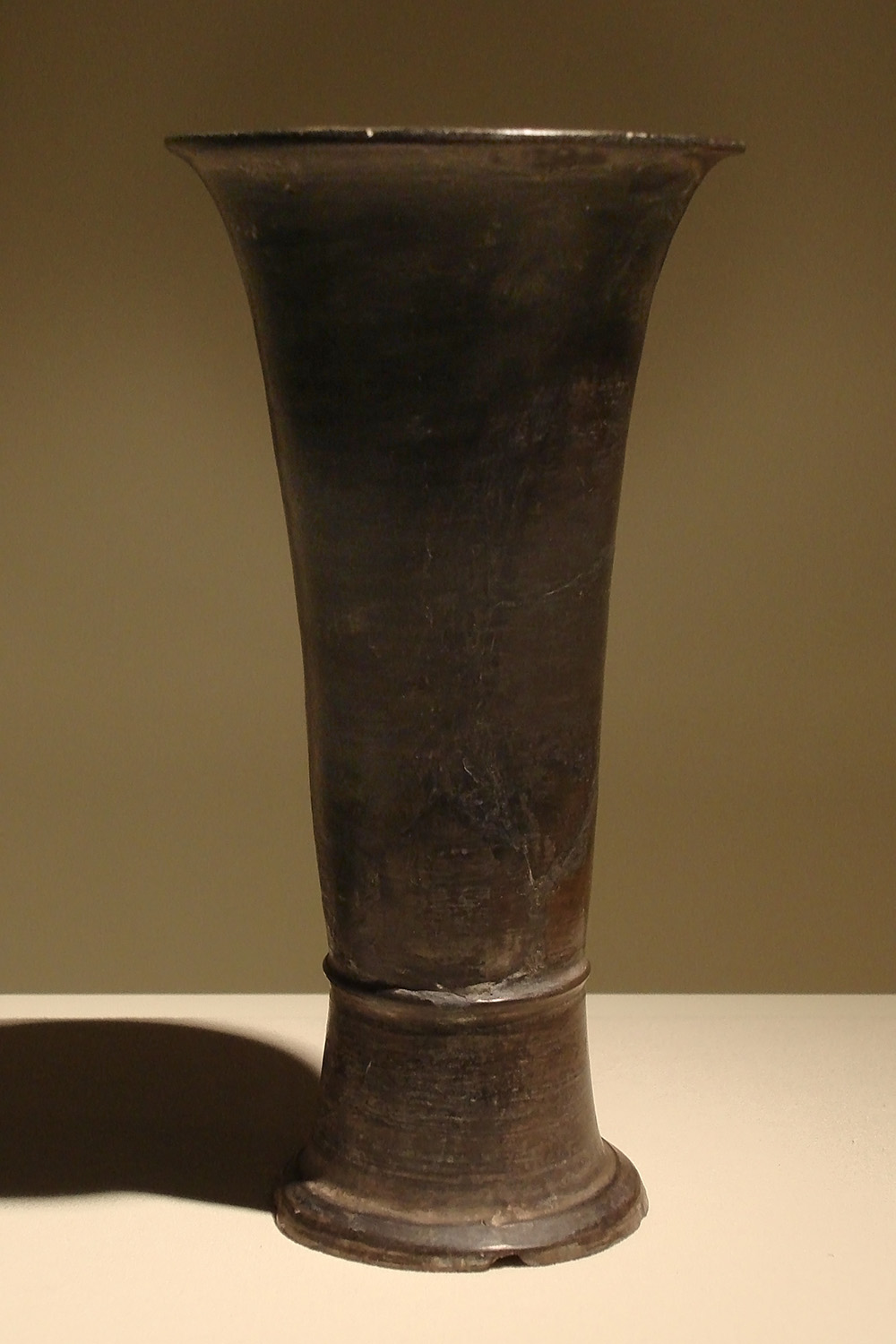
Un gu de cerámica descubierto en 1960 en los sitios de Erlitou

Los arqueólogos chinos modernos han identificado un gran número de vasijas para beber vino de cerámica neolítica como gu o "vasija en forma de gu". Además, los gu de cerámica siguieron existiendo incluso después de que se transformó en una vasija de bronce.

#### El Neolítico
Los arqueólogos nombran como gu una gran cantidad de vasijas de cerámica desenterradas en sitios neolíticos. Algunas de estas piezas de gu de cerámica se ven muy diferentes de la forma de los de bronce, mientras que otras parecen similares y podrían ser los antepasados directos de gu de bronce.
Un vaso de cerámica gris Archivado el 4 de marzo de 2016 en Wayback Machine. descubierto en un sitio de la cultura de Dawenkou en Tai'an, Shandong, se clasifica como un "recipiente en forma de gu ". Tiene 29,2 centímetros de alto y se puede dividir aproximadamente en 3 secciones. La sección superior es un recipiente con forma de embudo. No obstante, las otras dos secciones distinguen a esta vasija de un gu de bronce. La sección central es un tallo largo, decorado con ranuras grabadas y una banda alta. La parte inferior es su soporte con tres patas cuadradas.
Algunas vasijas de cerámica para beber excavadas a finales de los sitios de Dawenkou parecen más similares a un gu de bronce. : 222–223  En Shilipu (十里鋪), Henan se ha excavado un gu de cerámica que se parece mucho al gu de bronce. : 214  Este gu tiene 13,6 centímetros de alto con cuatro bandas ascendentes como decoración. Su cuerpo parece casi una columna, pero se ensancha en la boca. También se han encontrado objetos de cerámica similares en otras áreas y se sugiere que estos objetos son los predecesores del gu de bronce. : 222–223 

#### Edad de bronce
La cerámica gu descubierta en Erlitou y Erligang sugiere que podrían tener relación directa con los gu de bronce. : 208–209 & 215–216  Como se mencionó anteriormente, los gu de cerámica coexistieron con los de bronce en la Edad del Bronce, pero sus formas no son del todo idénticas.
La cultura de Erlitou ha sido considerada como parte de la Edad del Bronce, aunque los eruditos todavía tienen disputas al identificarla como la capital de la dinastía Xia, la primera dinastía de China registrada por textos históricos, o los primeros sitios Shang. Un gu de cerámica descubierto en Erlitou es una taza en forma de embudo, que se estrecha en la parte inferior. Mientras tanto, tiene un pie levantado que se ensancha en la parte inferior, lo que hace que su aspecto sea similar a un gu de bronce. 
Los gu de cerámica se encuentran en Anyang y algunos otros sitios Shang en el apogeo de la Edad del Bronce. Un gu de cerámica de una tumba que se puede fechar en el reinado de Zugeng o Zu Jia en Anyang. La forma de este gu es muy similar al gu de bronce de la misma época, aunque su cintura es más gruesa. Tiene unas largas barras rayadas que cubren su superficie como decoración.

#### Período posterior
Los gu siguieron existiendo después de la Edad del Bronce, pero se usaron como jarrones en lugar de recipientes para beber vino. Un gu con asas tubulares, vidriado en azul grisáceo claro en el Museo Nacional del Palacio, por ejemplo, imita la forma del gu de bronce, pero funciona como un jarrón.
Bianjiashan (卞家山) en Zhejiang ha brindado varias vasijas lacadas y gu, es un importante tipo de ellas.: 43, 45  Estos gu tienen cintura delgada y una boca ancha, y están recubiertas con lacado en colores negro y rojo con algunas bandas ascendentes como decoraciones. Los arqueólogos datan a Bianjiashan a finales del periodo de la cultura de Liangzhu y sugieren que estos gu pueden tener ciertas conexiones con los gu de bronce en la Dinastía Shang.: 41 & 43 

### Libros
- Beijing Tushuguan 北京圖書館, ed. Beijing Tushuguan Cang Qingtong Qi Quanxing Tapian Ji 北京圖書館藏青銅器全形拓片集. Beijing: Beijing Tushuguan Chubanshe, 1997. ISBN 7501312850
- Chang, Kwang-Chih. Shang Civilization. New Heaven and London: Yale University Press, 1980.
- Fong, Wen, ed. The Great Bronze Age of China: An Exhibition from the People’s Republic of China. New York: Metropolitan Museum of Art, 1980.
- Guo li gu gong bo wu yuan 國立故宮博物院. Catalogue of the Special Exhibition of Shang and Chou Dynasty Bronze Wine Vessels 商周青銅酒器特展圖錄. Taipei: Zhonghua min guo Taibei Shi Shilin qu Weishuangxi & Guo li gu gong bo wu yuan, 1989.
- Guoli Gugong Bowuyuan. Guan Ware of the Southern Song Dynasty. Hong Kong: Cafa, 1962.
- Loewe, Michael and Edward L. Shaughnessy, eds. The Cambridge History of Ancient China: From the Origins of Civilization to 221 B.C. Cambridge: Cambridge University Press, 1986.
- Lv呂, Qichang琪昌. Qingtong Jue & Jia de Mimi: Cong Shiqian Taigui dao Xiashang Wenhua Qiyuan bing Duandai Wenti Yanjiu 青銅爵,斝的秘密：從史前陶鬶到夏商文化起源並斷代問題研究. Hangzhou: Zhejiang University Press, 2007. ISBN 9787308056113
- Rawson, Jessica. Western Zhou Ritual Bronzes from the Arthur M. Sackler Collections. Washington, D.C.: Sackler Foundation/Cambridge: Sackler Museum, 1990.
- Rawson, Jessica. Chinese Bronzes: Art and Rituals. London : British Museum Publications, 1987.
- Thorp, Robert L. Spirit and Ritual: The Morse Collection of Ancient Chinese Art. New York: Metropolitan Museum of Art, 1982.
- Wu, Hung. Monumentality in Early Chinese Art and Architecture. Stanford: Stanford University Press, 1995.
- Yang, Xiaoneng, ed. The Golden Age of Chinese Archaeology: Celebrated Discoveries from the People's Republic of China. Washington, D. C.: National Gallery of Art, 1999.
- Zhongguo Qingtong Qi Quanji Bianji Weiyuanhui 中國青銅器全集編輯委員會, ed. Zhouguo Qingtong Qi Quanji 中國青銅器全集, Vol. 2. Beijing : Wen wu chu ban she, 1997.
- Rawson, J. and Bunker, E. Ancient Chinese and Ordos Bronzes 1990
- New Haven and London Yale University Press Shang Civilization 1980

### Artículos
- Wang王, Shouzhi 壽芝. "Shanxi Chenggu Chutu de Shangdai Qingtong Qi 陝西城固出土的商代青銅器", Wenbo文博 6 (1988): 3–9.
- Bagley, Robert. "Shang Archaeology." In The Cambridge History of Ancient China: From the Origins of Civilization to 221 B.C., edited by Michael Loewe and Edward L. Shaughnessy, 124–291. Cambridge: Cambridge University Press, 1986.
- Zhao趙, Ye 曄. "Tanmi Bianjiashan 探秘卞家山." Dongfang Bowu 東方博物, 24 (2006): 38–45.
- Smith, Howard. "Chinese Religion in the Shang Dynasty". Numen. Vol. 8. Brill, 1961. 142–150.
- Alt, Wayne. "Ritual and the Social Construction of Sacred Artifacts: An Analysis of 'Analects' 6.25". Philosophy East and West, Vol. 55, No. 3. University of Hawaii Press, 2005. 461–469.
- Fong, Mary H. The Origin of Chinese Representation of the Human Figure. Artibus Asiae. Vol. 49, No. ½ (1988-1989), 5-38.
- Harrist, Robert E. The Artist as Antiquarian: Li Gonglin and His Study of Early Chinese Art. Artibus Asiae. Vol. 55, No. ¾ (1995), 237–280.